# La expulsión de los mercaderes (El Greco, Madrid)
La expulsión de los mercaderes, o La purificación del Templo, en la Iglesia de San Ginés de Arlés (Madrid), es una obra del Greco, realizada hacia 1610-1614. El Greco realizó siete versiones de este motivo, siendo ésta la última de ellas, posterior a otra, perteneciente a una colección privada.

## Tema de la obra
La Expulsión de los mercaderes del Templo es un tema repetitivo en el corpus artístico del Greco. Representa un pasaje del Nuevo Testamento, narrado por los cuatro Evangelistas: Mt. 21:12; Mr 11:15-17; Lc. 19:45-46 y —especialmente— en Jn. 2:13-17. Relata cómo Jesús de Nazaret expulsó del Templo de Jerusalén a los comerciantes que vendían animales para sacrificios rituales.
El Greco mantuvo el mismo esquema general en las siete ocasiones en que repitió esta temática. Puesto que el presente lienzo es el último de la serie, resulta muy interesante constatar la evolución artística del pintor desde La expulsión de los mercaderes (Washington), la primera version que realizó de este tema.

## Análisis de la obra

### Datos técnicos y registrales
- Pintura al óleo sobre lienzo;
- Dimensiones: 106 x 104 cm;
- Datación: 1610-1614.
- Consta en el catálogo  de Wethey con el n º. 110 y en el de Tiziana Frati con la referencia 169-a.[4]

### Descripción de la obra
Según Wethey, la ideación de esta obra procede íntegramente del Greco, pero su realización denota la colaboración de Jorge Manuel Theotocópuli.  Sigue esencialmente el modelo de las anteriores versiones españolas, donde ya se habían eliminado tanto los elementos anecdóticos como los detalles impúdicos que incomodaban a Marañón, en las dos versiones realizadas por el Greco en Italia.
En esta obra han desaparecido el gran arco central y los edificios del fondo, substituidos por una decoración de mayor altura. Así, mientras que las versiones anteriores tenían un formato apaisado, esta es ligeramente vertical  con un alargamiento del fondo arquitectónico del todo manierista.
Jesucristo sigue centrando la composición, rodeado de las figuras en escorzo de los mercaderes, que llenan la parte inferior del lienzo. La escena se desarrolla en el interior de un edificio, ante un nicho que alberga una urna coronada por un obelisco. Pero, a diferencia de las anteriores versiones, el decorado no remite a Venecia ni a Roma, sino a Toledo. Otra novedad es la supresión del relieve con el Sacrificio de Isaac, presente en las versiones anteriores.
Tanto el amplio nicho del fondo, como los haces de tres columnas adosadas, remiten a los del retablo central del Santuario de la Virgen de la Caridad de Illescas. La urna y el obelisco recuerdan el sepulcro de Martín Ramírez —en la capilla de San José de Toledo— visibles en una copia de San Martín y el mendigo, obra de Jorge Manuel Theotocópuli.
En el lado izquierdo se mantiene el relieve de la Expulsión de Adán y Eva del Paraíso terrenal. Encima —sobre un pedestal— se encuentra la estatua de un fornido joven desnudo, que recuerda la bellísima manera experimentada por el Greco en Italia. Esta figura ha sido interpretada como Adán —probable reminiscencia de Alessandro Vittoria— y se asemeja a la que aparece en la Visión del Apocalipsis. Sin embargo, López-Rey lo identifica con Set, personaje que implica «la posibilidad de la eventual salvación del hombre después del castigo». En la parte izquierda, es difícil atribuir un significado al niño desnudo y a la figura que levanta los brazos y la cabeza hacia el Cielo, que remite al Bautismo de Cristo del Hospital Tavera. En todo caso, estas dos figuras resultan extrañas, y podrían ser un añadido posterior de Jorge Manuel Theotocópuli.

## Procedencia
- Pertenece a la Congregación del Santísimo Cristo de la Redención de la iglesia de San Ginés de Arlés de Madrid, en cuyo inventario figuraba ya en 1705, donada, con otras pinturas, por el XI Almirante de Castilla en pago de una deuda contraída por su padre.[18]

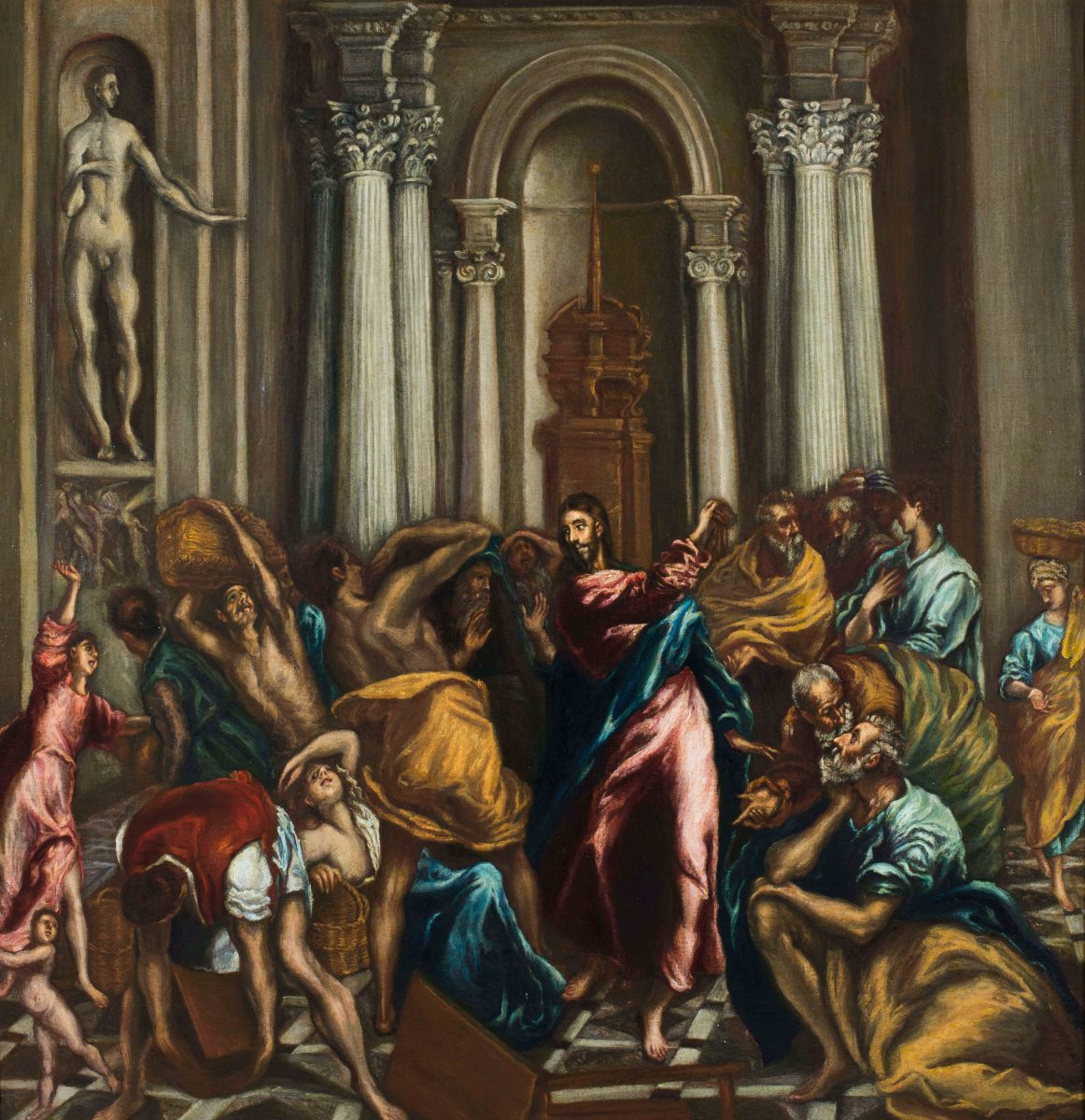
Versión del Museo de Pontevedra

## Copias

### Versión del Museo de Pontevedra
- Pintura al óleo sobre lienzo;
- Dimensiones: 108 x 107 cm;
- Datación: comienzos del siglo XVII.[19]
- Consta en el catálogo de Harold E. Wethey con la referencia X-128.

Según Wethey, se trata de una réplica del original de la iglesia de San Ginés. Las medidas y la técnica son parecidas a las del lienzo original y su calidad es superior a la que muestran la mayoría de las restantes copias.